# Solanum cheesmaniae
Solanum cheesmaniae är en potatisväxtart som först beskrevs av Lawrence Athelstan Molesworth Riley, och fick sitt nu gällande namn av Francis Raymond Fosberg. Solanum cheesmaniae ingår i släktet skattor som ingår i familjen potatisväxter. Inga underarter finns listade i Catalogue of Life.